# Lydia Davis
Lydia Davis (Northampton, 15 luglio 1947) è una scrittrice statunitense.

## Biografia
Nata nel 1947 a Northampton, nel Massachusetts, da un critico letterario e una scrittrice, ha studiato musica e letteratura al Barnard College di New York prima di andare a vivere per due anni in Francia.
Professoressa all'Università di Albany, New York, a partire dal suo esordio nel 1976 con The Thirteenth Woman and Other Stories, ha pubblicato un romanzo e numerose raccolte di racconti, oltre a traduzioni molto apparezzate dal francese di Marcel Proust, Maurice Blanchot e Gustave Flaubert.
Caratterizzati dalla brevità delle flash fiction e spesso paragonabili a monologhi filosofici, i suoi racconti sono stati premiati nel 2013 con il Man Booker International Prize.

## Vita privata
Dal 1974 al 1978 è stata sposata con il collega Paul Auster, dal quale ha avuto un figlio, Daniel Auster. Si è risposata con il pittore Alan Cote, la coppia ha un figlio, Theo Cote.

## Opere principali

### Romanzi
- The End of the Story (1994)

### Racconti
- The Thirteenth Woman and Other Stories (1976)
- Sketches for a Life of Wassilly (1981)
- Story and Other Stories (1985)
- Pezzo a pezzo (Break It Down, 1986), Roma, Minimum fax, 2004 traduzione di Adelaide Cioni ISBN 88-7521-010-1.
- Inventario dei desideri (Almost No Memory, 1997), Milano, Rizzoli, 2012 traduzione di Adelaide Cioni ISBN 978-88-17-05582-6.
- Creature nel giardino (Samuel Johnson Is Indignant, 2001 e Varieties of Disturbance, 2007), Milano, Rizzoli, 2011 traduzione di Adelaide Cioni ISBN 978-88-17-04989-4.
- Proust, Blanchot, and a Woman in Red (2007)
- The Collected Stories of Lydia Davis (2009)
- The Cows (2011)
- Osservazione sulle faccende domestiche (Can't and Won't: Stories, 2014), Milano, Mondadori, 2022 traduzione di Adelaide Cioni ISBN 978-88-04-74974-5.

### Saggi
- Essays One (2019)
- Essays Two (2021)

## Premi e riconoscimenti
- Whiting Award: 1988 vincitrice nella categoria "Narrativa"[6]
- Guggenheim Fellowship: 1997
- Ordre des arts et des lettres: Nominata Cavaliere nel 1999
- MacArthur Fellows Program: 2003
- Man Booker International Prize: 2013
- Premio PEN/Malamud: 2020[7]